# Andrea Fraser
Andrea Fraser est une artiste contemporaine américaine, née en 1965 à Billings. Elle vit et travaille à Santa Monica (États-Unis).
Elle est généralement associée à la performance et à la critique institutionnelle. Sa pratique comprend également de la vidéo et se situe dans le champ du féminisme. Son travail, inspiré par Pierre Bourdieu, critique les mécanismes de l'art et de son marché.

## Biographie
Andrea Fraser est née à Billings (Montana) en 1965. Sa mère est une artiste féministe, peintre de formation qui explorera également la performance, la vidéo et la photographie. Ancien étudiant en philosophie, son père est pasteur. En 1967, la famille emménage à Berkeley (Californie), à l'époque des manifestations contre la Guerre au Vietnam et du Free Speech Movement. 
Andrea Fraser quitte le lycée à 16 ans pour commencer des études d'art. Elle étudie à l'École des arts visuels de New York de 1982 à 1984, à l'ISP (Independent Study Program) du Whitney Museum of American Art de 1984 à 1985 et à l'Université de New York de 1985 à 1986. Depuis elle enseigne à l'Académie des beaux-arts de Munich, à l'Université de Leyde et l'Académie des beaux-arts de La Haye. Elle a auparavant enseigné dans les programmes et établissement suivants : Université de Californie, Maine College of Art, Vermont College, Whitney Independent Study Program, Columbia University School of the Arts, et au CCS (Bard College).

## Œuvre
Les performances d'Andrea Fraser dans les années 1990 ont popularisé la critique institutionnelle, une démarche artistique vouée à critiquer les institutions qui entrent en jeu dans la vente, l'exposition et le commerce de l'art. Le travail d'Andrea Fraser analyse et commente les politiques et enjeux des musées d'art aujourd'hui. Elle souligne les hiérarchies et les mécanismes d'exclusion produits par les lieux d'art. Ses performances, bien qu'étant fondées sur une analyse sérieuse, sont souvent articulées de façon humoristique, ridicule ou de manière satirique.
Andrea Fraser a fait partie du groupe de performance féministe The V-Girls (1986-1996), de Parasite (1997-1998) et de la galerie coopérative Orchard (2005-2008). Elle a co-organisé avec le commissaire d'exposition autrichien Helmut Draxler "Services", une « exposition de travail de groupe » conçue au Kunstraum de Lüneburg University et qui a voyagé dans huit lieux en Europe et aux États-Unis de 1994 à 2001.

### Museum Highlights: A Gallery Talk(1989)
Une des performances les plus connues d'Andrea Fraser est Museum Highlights: A Gallery Talk (1989) dans laquelle Fraser, sous le pseudonyme de Jane Castleton, tient le rôle de conférencière au Philadelphia Museum of Art. Au cours de la performance, Andrea Fraser mène le groupe de visiteurs à l'intérieur du musée en décrivant tout ce qui les entoure (même ce qui ne fait pas partie des collections) de façon dramatique. Par exemple, elle s'arrête devant une fontaine à eau et la qualifie « d’œuvre à l'économie et à la monumentalité sidérante [...] qui contraste audacieusement avec la sévérité de sa forme hautement stylisée ». En entrant dans la cafétéria du musée, elle continue « Cette pièce représente l'âge d'or de l'art colonial à Philadelphie à la veille de la révolution, et doit être considérée comme l'une des plus belles pièces des États-Unis. » La visite est construite à partir de différentes sources : La Critique du Jugement d'Emmanuel Kant, une collection d'essais datant de 1969 On Understanding Poverty, ainsi qu'un article de 1987 du New York Times intitulé Salad and Seurat: Sampling the Fare at Museums.

### May I Help You?(1991)
La performance May I Help You? (« Puis-je vous aider ? ») a été présentée pour la première fois dans une exposition d'Allan McCollum à l'American Fine Arts Co. à New York en 1991. Une vidéo de la performance a été réalisée à cette occasion. On y voit une assistante de galerie présenter les œuvres de l’exposition à la caméra. Les tableaux sont tous très similaires les uns aux autres (il s’agit des Plaster Surrogates d’Allan McCollum), pourtant le discours de la jeune femme change radicalement de l’un à l’autre, soulignant au départ la pureté et le calme d’un tableau, elle développe ensuite l’idée d’une peinture faite pour exclure et frustrer ses regardeurs. Dans cette pièce Andrea Fraser s’attaque au discours formaté du personnel de galerie. Selon Laetitia Rouiller, « en explorant les discours et stratégies de vente en usage, [Andrea Fraser] met à jour la promesse de distinction sociale recherchée dans l'acte d'achat d'une œuvre ». En 2005 à la galerie Orchard, Andrea Fraser a elle-même rejoué la performance à l'occasion d'une exposition qui présentait également des œuvres d’Allan McCollum.

### Official Welcome(2001)
La performance Official Welcome a été commandée par la MICA Foundation à l'occasion d'une réception privée. Andrea Fraser prend la parole à un pupitre pour délivrer ce qui semble être un discours de bienvenue, peu à peu elle se déshabille tout en continuant à parler. Pour Barbara Pollack, Fraser parodie tout d'abord « les commentaires banals et les éloges exagérés exprimés par les présentateurs et les récompensés durant les cérémonies de remise de prix artistiques ». Puis, au milieu de son discours, « endossant le caractère de la star de l'art post-féministe à problèmes, Fraser se déshabille [...] en string Gucci, soutien gorge et chaussures à talons, et déclare : "Je ne suis pas une personne aujourd'hui. Je suis un objet à l'intérieur d'une œuvre d'art" ».

### Little Frank and His Carp(2001)
La vidéo performance Little Frank and His Carp (2001), filmée par cinq caméras cachées dans l'atrium du musée Guggenheim aborde la question de l'importance et le pouvoir de l'architecture dans les espaces d'exposition aujourd'hui. Dans cette performance, Andrea Fraser déambule dans l'espace du musée tout en suivant les instructions données par un audio-guide officiel. La vidéo fait entendre la bande-sonore originale de audio-guide et donne à voir l'artiste réagir de façon exagérée à ce qui est dit. Lorsque l'audio guide prévient que l'art moderne est « exigeant, compliqué, déroutant », l'artiste semble inquiète, mais lorsqu'il précise que « le musée tente de nous faire sentir chez soi », elle apparaît immédiatement rassurée. Après avoir reçu l'instruction de passer sa main le long d'un pilier, Fraser soulève légèrement sa robe, révélant par là ses sous-vêtements et se frotte à celui-ci. Selon Richard Martin « la dimension sexuelle de la performance de Fraser dans Little Frank and His Carp peut être perçue comme une réponse ironique au langage érotique souvent utilisé pour décrire le Guggenheim – l'audio guide parle de ses courbes "puissamment sensuelles" – on peut y voir également une allusion aux notions de pouvoir et puissance souvent invoquées dans les textes d'architectes ou d'artistes hommes tels que Gehry ou Serra ».

### Untitled(2003)
Dans la vidéo performance Untitled (2003), d'une durée de 60 minutes, Andrea Fraser a filmé un acte sexuel dans une chambre d'hôtel du Royalton à New York entre elle et un collectionneur privé qui aurait payé une somme proche de 20 000 $ dans le but de participer selon l'artiste « non à un acte sexuel mais à la réalisation d'une œuvre d'art ». Cinq exemplaires du film ont été produits en dvd, deux se trouvent dans des collections privées, un exemplaire appartient au collectionneur ayant participé à la performance (il avait pré-acheté l'œuvre). Le contrat établissant la performance, rédigé par la Galerie Friedrich Petzel, est le moyen par lequel l'artiste questionne la domination masculine dans le monde de l'art, en rapprochant la production artistique de la prostitution féminine.

### Projection(2008)
L'installation Projection (2008) consiste en deux vidéos présentées de part et d'autre d'un espace étroit, tout en longueur, au milieu duquel les spectateurs peuvent s'asseoir. Les deux projections montrent alternativement Andrea Fraser (portant les mêmes vêtements et assise dans la même chaise) parlant face caméra et donnant l'impression de s'adresser soit au spectateur soit à elle-même dans la projection opposée. Dans l'une des vidéos, Andrea Fraser est psychothérapeute, dans l'autre elle occupe la position de patiente lors d'une séance de psychothérapie. Le dialogue entre les deux personnages a été écrit à partir d'enregistrements de séances de l'artiste avec son psychothérapeute. Selon Rachel Taylor « le titre de l'œuvre joue sur les deux sens du mot « projection » : en tant que technique de projection d'une image en mouvement et d'un point de vue psychanalytique en tant que transfert inconscient de désirs et d'émotions sur un objet extérieur ».

## Écrits
Andrea Fraser a écrit de nombreux textes qui prennent la forme d'essais (mais aussi parfois de textes affichés au mur dans les expositions ou de livret que les visiteurs peuvent emporter) et se situent dans la continuité de sa réflexion critique. Ils prennent la forme des discours habituels sur l'art tout en interrogeant le rôle que jouent ces discours dans le monde de l'art aujourd'hui. 
En 2005, elle publie From the Critique of Institutions to an Institution of Critique dans Artforum. 
En 2011, le texte L'1% C’est Moi, publié dans Texte zur Kunst, s'intéresse aux liens qui existent entre les tendances du marché de l'art et les inégalités de revenus. Le titre de cet essai se réfère à la déclaration « l’État, c’est moi » attribuée à Louis XIV et souvent évoquée pour illustrer le principe de monarchie absolue, ainsi qu'à la célèbre phrase de Gustave Flaubert : « Madame Bovary, c’est moi. »
Pour sa participation à la biennale du Whitney Museum of American Art en 2012, Andrea Fraser écrit « There’s No Place Like Home » publié dans le catalogue de l'exposition et en téléchargement libre sur le site du musée. Elle y analyse la contradiction qui existe entre « ce que l'art est socialement et économiquement —souvent essentiellement un bien de luxe hautement valorisé et support d'investissement — et ce que les artistes, critiques, commissaires et historiens disent qu'il est et signifie ».

## Expositions personnelles et performances
- 2016
  - Musée d’art contemporain de Barcelone (MACBA), Barcelone
- 2015
  - Museum der Moderne, Salzbourg
- 2014
  - Men on the Line: Men Committed to Feminsim, KFPK, 1972, De Balie, Amsterdam ; Galerie Nagel Draxler, Berlin ; Volksbühne, Berlin.
  - Not just a few of us, musée d'art de La Nouvelle-Orléans, La Nouvelle-Orléans
  - AV (avec Vanessa Place), MAK Center at the Schindler House, Los Angeles
- 2013
  - Men on the Line: Men Committed to Feminisim, KFPK, 1972, musée Ludwig, Cologne ; Corcoran Gallery, Washington ; Institut d'art contemporain de Boston
  - Wolfgang-Hahn-Preis 2013, musée Ludwig, Cologne
- 2012
  - Men on the Line: Men Committed to Feminisim, KFPK, 1972, MoMA, New York ; National Center for the Preservation of Democracy, Los Angeles
  - Official Welcome, Musée d'art moderne de San Francisco
  - Projection, MUMOK, Vienne
- 2011
  - It’s a beautiful house, isn’t it? (May I Help You?), MAK Center at the Schindler House, Los Angeles
  - Footnote3, Galeria Foksal, Varsovie
- 2010
  - Andrea Fraser and Christopher Williams, Galerie Christian Nagel, Anvers
  - You Are Here, Steirischerherbst Festival, Graz
  - All Change?, Kunsthalle Wien, Vienne
  - Andrea Fraser: Boxed Set, The Carpenter Center Gallery, université Harvard, Cambridge
  - Official Welcome, MoMA, New York
- 2009
  - Official Welcome, Julia Stoschek Collection, Düsseldorf ; Centre Georges-Pompidou, Paris
  - Projection, Friedrich Petzel Gallery, New York
- 2008
  - Official Welcome, MoMA PS1, Long Island City
  - Projection, Galerie Christian Nagel, Berlin
- 2007
  - Andrea Fraser. Videowerken, De Hallen, Haarlem
  - What do I, as an artist, provide?, Mildred Lane Kemper Art Museum, université Washington, Saint-Louis
- 2005
  - Official Welcome, MOCA, Los Angeles ; Dia:Chelsea, New York ; Museum Moderner Kunst, Vienne ; BALTIC, Newcastle
  - May I Help You, Orchard, New York
- 2004
  - Um Monumento às Fantasias Descartadas, American Fine Arts, Co., New York
  - Andrea Fraser: Works 1984-2003, Dunkers Kulturhus, Helsingborg
- 2003
  - Official Welcome, Art Basel Miami Beach ; Whitechapel Art Gallery, Londres
  - Andrea Fraser, Works: 1984 to 2003, Kunstverein in Hamburg, Hambourg
- 2002
  - Exhibition, The Morris and Helen Belkin Art Gallery, Vancouver
  - Arma verumque cano, Pat Hearn Art Gallery, New York
  - Não é cinema, não é video e nem é Televisão, Instituto Brasileiro de Audiovisual Escola de Cinema Darcy Ribeiro, Rio de Janeiro
- 2001
  - Official Welcome, The MICA Foundation, New York
  - Kunst muß hängen (Art Must Hang), Galerie Christian Nagel, Cologne
- 1998
  - Reporting from São Paulo, I'm from the United States, 24e Biennale de São Paulo, São Paulo
  - Information Room, Kunsthalle de Berne, Berne
  - An Introduction to the Sprengel Museum, Hannover, Sprengel Museum, Hanovre
- 1997
  - White People in West Africa, American Fine Arts, Co., New York
  - Inaugural Speech, InSITE 97, San Diego/Tijuana
  - Student Show: Selections, Lists, Awards, Announcements, The Galleries At Moore College of Art and Design, Philadelphie
- 1994
  - The Seventh Museum (avec Clegg & Guttmann), Stroom Foundation, La Haye
  - Services (avec Helmut Daxler), Kunstraum der Universität Lüneburg ; Künstlerhaus Stuttgart ; Kunstverein München ; Ecole supérieure d´art visuel de Genève ; dépôt, Vienne
- 1993
  - Please ask for assistance, American Fine Arts, Co., New York
  - White People in West Africa, Galerie Metropol, Vienne
  - Stellvertreter – Representatives – Rappresentanti, avec Christian Philipp Müller et Gerwald Rockenschaub, Biennale de Venise
  - Eine Gesellschaft des Geschmacks (A Society of Taste), Kunstverein München, Munich
- 1992
  - Aren't They Lovely?, University Art Museum, Berkeley
- 1991
  - Welcome to the Wadsworth, Wadsworth Atheneum, Hartford
  - May I Help You?, avec Allan McCollum, American Fine Arts, Co., New York
- 1990
  - Andrea Fraser, galerie Christian Nagel, Cologne
- 1989
  - Museum Highlights: A Gallery Talk, Philadelphia Museum of Art, Philadelphie
- 1986
  - The Fairy Tale: A Gallery Talk, Artists Space, New York
  - Damaged Goods Gallery Talk Starts Here, New Museum, New York

## Collections
Les œuvres d'Andrea Fraser sont présentes dans les collections suivantes :
- Armand Hammer Museum of Art and Cultural Center, Los Angeles
- Institut d'art de Chicago, Chicago
- Barnard College, université Columbia, New York
- Centre Georges-Pompidou, Paris
- Daimler Chrysler Collection, Berlin
- École des beaux-arts, Paris
- École supérieure des Beaux-arts, Genève
- Emory University, Atlanta
- Fog Art Museum, Harvard
- Fondation Antoni Tàpies, Barcelone
- Fonds Régional d’Art Contemporain de Lorraine
- Franz Hals Museum, Haarlem
- Generali Foundation, Vienne
- Goldsmiths College, Londres
- Hamburger Kunsthalle, Hambourg
- Hessel Museum of Art, Bard College, Annandale-on-Hudson
- Metropolitan Museum of Art, New York
- Migros Museum, Zurich
- Morris and Helen Belkin Art Gallery, University of British Columbia, Vancouver
- Museu d’Art Contemporani, Barcelone
- Musée Boymans Van Beuningen, Rotterdam
- Musée Thyssen-Bornemisza, Madrid
- Museum of Contemporary Art, Los Angeles
- Museum Moderner Kunst, Vienne
- Museum van Hdendaagse Kunst, Anvers
- Museum Ludwig, Cologne
- Museum of Modern Art, New York
- Nationalgalerie für Zeitgenössische Kunst, Berlin
- Neue Galerie, Graz
- Philadelphia Museum of Art, Philadelphie
- Queensland Art Gallery, Brisbane
- Royal College of Art, Londres
- Tate Modern, Londres
- Simmons College, Boston
- Smith College, Northampton
- Sprengel Museum, Hanovre
- University at Buffalo, The State University of New York, Buffalo
- Université de Californie, Los Angeles, Santa Barbara
- Université de Floride, Gainesville
- Université de Pennsylvanie, Philadelphie
- Wadsworth Atheneum, Hartford
- Whitney Museum of American Art, New York
- Williams College, Williamstown

## Prix, récompenses et bourses
- 2013 : prix Wolfgang Hahn, Gesellschaft für Moderne Kunst du musée Ludwig, Cologne
- 2012 : Bourse Anonymous Was a Woman
- 1996-1997 : Bourse Art Matters Inc.
- 1991-1992 : Bourse Arts Visuels du National Endowment for the Arts
- 1991-1992 : Bourse de la New York Foundation for the Arts Artists’
- 1990-1991 : Bourse Art Matters Inc.
- 1990-1991 : prix du Franklin Furnace Fund pour la performance
- 1987-1988 : Bourse Art Matters Inc.